# Superstar Show Live
Superstar Show Live  è il primo album dal vivo della cantante ucraina Loboda, pubblicato il 16 ottobre 2020 dalla Sony Music.

## Descrizione
L'album include 26 brani di diversi periodi creativi di Loboda, che vanno da Postoj, muščina! e Be My Valentine (Anti-Crisis Girl), con cui è andata all'Eurovision nel 2009, e termina con i brani dell'ultimo EP Sold Out. Inoltre sull'album puoi trovare lo standard in lingua inglese I Put a Spell on You. Le canzoni Angelok e Tancy s volkami non sono mai state pubblicate prima. Quest'ultimo è stato inviato alle stazioni radio come singolo promozionale.
La registrazione è avvenuta durante i concerti di Loboda con l'omonimo programma a gennaio e ottobre 2019 a Mosca rispettivamente al Crocus City Hall e alla VTB Arena.
Oleg Bondarčuk ha agito come regista dello spettacolo e Natella Krapivina, la produttrice di Loboda, è diventata la produttrice creativa del progetto, prendendo come assistenti artisti degli effetti visivi di tutto il mondo.

## Accoglienza
Felix Grozdanov di Dni.ru ha scritto che il Superstar Show è una versione di riferimento dello spettacolo, in nessun modo inferiore ai programmi delle pop star mondiali. Ha anche detto che in pochi anni Loboda è riuscita a trasformarsi in un trendsetter sul palco, che è uguale, imitato, invidiato.

## Tracce
1. Superstar – 4:33 (Artem Ivanov)
2. #1 – 4:09 (Nikolaj Christov)
3. Žarko – 4:07 (Dmitrij Monatik)
4. Postoj, muščina! – 4:04 (Svetlana Loboda)
5. Tekila-ljubov' – 5:16 (Konstantin Meladze)
6. Plochoj (feat. Ivanov) – 4:45 (Artem Ivanov)
7. Tancuju volosami – 4:15 (Nikita Kiselёv)
8. Paren' – 4:09 (Artem Ivanov)
9. Tvoi glaza – 7:30 (Igor' Majskij, Svetlana Loboda, Rita Dakota)
10. Bon Appétit – 3:36 (Anatolij Alekseev)
11. V zone riska – 4:00 (Denis Koval'skij)
12. Pulja-dura – 5:13 (Anatolij Alekseev, Artem Ivanov)
13. I Put a Spell on You – 3:44 (Screamin' Jay Hawkins)
14. Ne nužna – 3:43 (Svetlana Loboda, Rita Dakota)
15. Skazočnyj dom – 4:52 (Anatolij Alekseev, Artem Ivanov)
16. Tancy s volkami – 5:00 (Kirill Pavlov)
17. Angelok – 4:07 (Igor' Majskij)
18. 40 gradusov – 4:33 (Dmitrij Monatik, Svetlana Loboda)
19. Instadrama – 3:46 (Andrej Frolov)
20. Slučajnaja – 3:55 (Kirill Pavlov)
21. K čёrtu ljubov' – 4:20 (Oleg Vladi)
22. Živi spokojno, strana – 4:59 (Larisa Rubal'skaja, Igor' Krutoj)
23. Be my Valentine – 4:12 (Svetlana Loboda, Jevgenij Matjušenko)
24. Leti – 3:40 (Dmitrij Loren)
25. Revoljucija – 6:50 (Juluja Osina-Fridman, Paša Setrova)
26. Pora domoj – 9:14 (Andrej Osadčuk)